# 金
金 (métal, or, argent) est un idéogramme composé de 8 traits et fondé sur 金[Quoi ?]. Il est utilisé en tant que sinogramme et kanji japonais. Il fait partie des kyōiku kanji de 1re année.
En chinois, il se lit jīn en pinyin. C'est un des cinq éléments de la cosmologie chinoise du wuxing. 
En japonais, il se lit キン (kin) ou コン (kon) en lecture on et かね (kane) en lecture kun.
C'est le nom de famille coréen le plus fréquent. Il s'orthographie 김 en hangeul et est transcrit Kim ou Gim.
Son caractère Unicode est 91D1.

## Exemples
En japonais :
- 金色 (kin'iro) : couleur or, doré.
- 金魚 (kingyo) : poisson rouge.
- 金星 (kinsei) : Vénus.
- 金持 (kanemochi) : riche.
- 金剛石 (kongōseki) : diamant.